# Hyles calverleyi
Hyles calverleyi is een vlinder uit de familie van de pijlstaarten (Sphingidae). De wetenschappelijke naam van de soort is voor het eerst geldig gepubliceerd in 1865 door Augustus Radcliffe Grote.